# Alex Wheatle
Alex Alphonso Wheatle MBE (Londres, 3 de janeiro de 1963 – 16 de março de 2025) foi um romancista britânico, que foi condenado a uma pena de prisão após o motim de 1981 em Brixton em Londres.

## Biografia
Nascido em 1963 em Londres de pais jamaicanos, Wheatle passou grande parte de sua infância em um lar infantil Shirley Oaks. Aos 16 anos, foi membro fundador do sistema de som Crucial Rocker; seu nome de DJ era Yardman Irie. Escreveu letras sobre a vida cotidiana em Brixton, no sul de Londres. Em 1980, Wheatle estava morando em um albergue de serviços sociais em Brixton e participou  dos tumultos de Brixton em 1981 e suas consequências. Enquanto cumpria sua sentença resultante,  leu autores como Chester Himes, Richard Wright, CLR James e John Steinbeck. O companheiro de cela de Wheatle, um Rastafari, foi quem encorajou Wheatle a começar a ler livros e se preocupar com sua educação. Apresenta aspectos de sua vida em seus livros, como os personagens de East of Acre Lane, Yardman Irie e Jah Nelson.
Desde então, Wheatle falou sobre os distúrbios de Brixton, com mais destaque no programa Battle for Brixton da BBC de 2006. Seus primeiros livros são baseados em sua vida em Brixton quando adolescente e seu tempo sob os cuidados do serviço social.
Recebeu o London Arts Board New Writers Award em 1999 por seu romance de estreia Brixton Rock, que mais tarde foi adaptado para o palco e apresentado no Young Vic em julho de 2010.
Escreveu e interpretou Uprising, uma peça individual baseada em sua própria vida no Tara Arts Studios, Wandsworth, Londres. Em 2011, levou Uprising em turnê e se apresentou no Writing On The Wall Festival, em Liverpool, no Oxford Playhouse, no Marlowe Theatre, em Cantuária, no Ilkley Playhouse e no Albany Theatre, em Deptford.[carece de fontes?] A peça fez uma nova turnê pelos teatros e festivais de literatura em 2012, marcando o 50º ano da independência jamaicana.
Wheatle morava em Londres. Foi membro do English PEN e agora visita várias instituições facilitando aulas de redação criativa e fazendo palestras. Narrou também um guia de áudio para as ruas de Brixton.

## Prêmios e honras
No Queen's Birthday Honors 2008, Wheatle recebeu o MBE por serviços prestados à literatura.
Seu romance para jovens adultos, Liccle Bit, foi indicado para a Medalha Carnegie em 2016.
Seu livro de 2016, Cronton Knights, ganhou o 50º prêmio Guardian Children's Fiction. SF Said, um dos jurados, disse sobre o livro: "A escrita de Wheatle é poética, rítmica e única, refazendo a língua inglesa com tremenda vivacidade. Embora Crongton seja sua invenção, ressoa com muitas situações urbanas, não apenas na Grã-Bretanha, mas em todo o mundo. Crongton Knights é um romance importante de uma voz importante na literatura infantil britânica."
A história de vida de Wheatle aparece em Alex Wheatle, o quarto filme de Small Axe, uma antologia de 2020 de cinco filmes de Steve McQueen sobre a comunidade das Índias Ocidentais no Reino Unido durante as décadas de 1970 e 1980. Alex Wheatle retrata a vida de Wheatle até e logo após o levante de Brixton.

## Morte
Wheatle morreu no dia 16 de março de 2025 aos 62 anos, por conta de câncer de próstata.